# Inés Arango
Inés Arango Velásquez (Medellín, 6 de abril de 1937 - Amazonía ecuatoriana, 21 de julio de 1987) fue una religiosa colombiana, miembro de las Hermanas Terciarias Capuchinas de la Sagrada Familia, siendo misionera para la educación católica de los nativos americanos.
Fue asesinada por indígenas huaroani en 1987, por lo que es considerada como mártir de la Iglesia Católica. Fue declara venerable por el papa León XIV en mayo de 2025, siendo el primer acto de ésta naturaleza de su pontificado.

## Biografía
Nació en Medellín, ingresó en las terciarias capuchinas de la Sagrada Familia. Misionera en el oriente ecuatoriano, se destacó como defensora de los derechos de las minorías indígenas frente a las empresas petroleras.
Murió en compañía del obispo Alejandro Labaca, fueron asesinados por miembros de la tribu Huaorani en 1987, al ser confundidos con empleados de una compañía petrolera instalada en la zona. Muchos la consideran una mártir.

## Proceso de canonización

### Sierva de Dios
En reconocimiento a su labor, fue declarada Sierva de Dios, y su proceso de beatificación sigue en curso.
El 7 de abril de 2008, en Roma, se celebraron los 50 años de vida de la comunidad de Sant'Egidio, y uno de los actos conmemorativos fue la inauguración del Templo de los Mártires del siglo XX, en San Bartolomeo all'Isola. La ceremonia fue presidida por el papa Benedicto XVI, quien colocó las reliquias de cada mártir en su respectivo altar. Desde Ecuador, llegaron las reliquias de Labaka y Arango: una cruz pectoral del obispo y una sandalia de la misionera.

### Venerable
El 22 de mayo de 2025, Arango y Labaka fueron declarados venerables.